# Glomeris bureschi
Glomeris bureschi är en mångfotingart som beskrevs av Karl Wilhelm Verhoeff 1926. Glomeris bureschi ingår i släktet Glomeris och familjen klotdubbelfotingar. Inga underarter finns listade i Catalogue of Life.